# Trang phục Nhật Bản

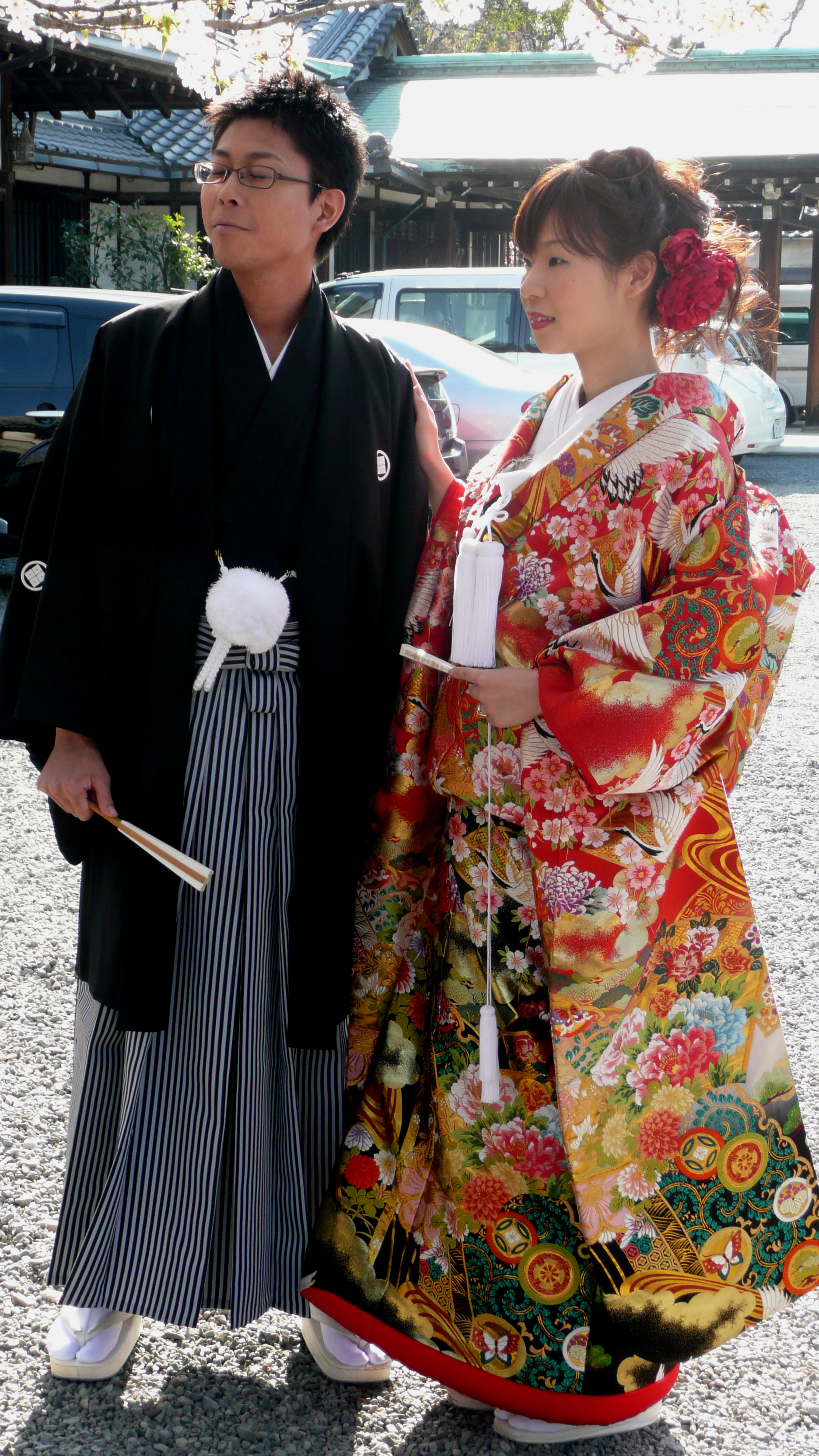
Bức ảnh chụp một người đàn ông và phụ nữ mặc trang phục truyền thống, chụp tại Osaka, Nhật Bản.

Có hai loại quần áo điển hình mà người Nhật Bản mặc: trang phục Nhật Bản (和服 wafuku) chẳng hạn như kimono, và trang phục phương Tây (洋服 yōfuku). Thời trang truyền thống Nhật Bản kết hợp nhiều phong cách phản ánh văn hóa thị giác sớm của Nhật Bản. Nó đại diện cho các giá trị nghệ thuật và truyền thống có thể nhìn thấy của văn hóa và kết hợp chúng lại với nhau để tạo ra một hình thức thời trang dễ nhận biết đối với các nền văn hóa nước ngoài. Hình thức nổi tiếng nhất của thời trang truyền thống Nhật Bản là kimono (tạm dịch là "thứ để mặc"), và các loại trang phục khác bao gồm yukata và hakama. Các phong cách khác nhau đã được sản xuất, thể hiện và biến đổi bởi các nghệ sĩ nổi tiếng ở Nhật Bản, bao gồm các nhà thiết kế thời trang Issey Miyake, Yohji Yamamoto và Rei Kawakubo. Các tác phẩm của họ đã ảnh hưởng đến nhiều nhà thiết kế bên ngoài đất nước trưng bày các thiết kế của họ trong các buổi trình diễn thời trang được trình chiếu trên toàn thế giới. Từ những hoa văn phức tạp đến các lớp vải, bản chất của vẻ đẹp được tìm thấy trong trang phục truyền thống đã ảnh hưởng đến thời trang hiện đại, đắm chìm trong cộng đồng Nhật Bản hàng ngày, đặc biệt được tìm thấy ở Tokyo, thủ đô của Nhật Bản.
Mặc dù trang phục truyền thống của Nhật Bản đã trở nên phổ biến trong thời Heian (794-1185)  và được mặc ngẫu nhiên vào thời điểm đó, nhưng bây giờ hiếm khi tìm thấy những người làm như vậy do quá trình khó khăn liên quan đến tủ quần áo. Mỗi loại trang phục tương ứng với một dịp đặc biệt, chẳng hạn như lễ hội, nghi lễ hoặc đám cưới. Các vật liệu, màu sắc và các lớp được sử dụng cho quần áo phân biệt chúng và tầm quan trọng của chúng, vì vẻ ngoài cũng thường được mặc theo mùa. Trang phục thể hiện văn hóa đại diện cho các giá trị truyền thống của Nhật Bản vẫn còn trong cộng đồng của họ cho đến ngày nay.  Khi nó trở nên phổ biến trong thế giới phương Tây, đã có nhiều tranh cãi về sự chiếm đoạt văn hóa với trang phục của văn hóa, đặc biệt là sự kiện "Thứ tư kimono" được tổ chức tại Bảo tàng Nghệ thuật Boston.
Quần áo truyền thống bây giờ chủ yếu được mặc cho các nghi lễ và các sự kiện đặc biệt. Trong những năm gần đây, quần áo phương Tây thường được mặc trong cuộc sống hàng ngày.

## Lý lịch
Sự phân biệt xã hội của quần áo chủ yếu được chú ý trong thời kỳ Nara (710-794), thông qua sự phân chia của giới thượng lưu và tầng lớp thấp hơn. Phụ nữ có địa vị xã hội cao hơn mặc quần áo che phủ phần lớn cơ thể của họ, hoặc như Svitlana Rybalko tuyên bố, "địa vị càng cao, càng ít mở ra trước mắt người khác". Ví dụ, áo choàng dài sẽ che hầu hết từ xương đòn đến bàn chân, tay áo phải đủ dài để che giấu đầu ngón tay của họ, và người hâm mộ được mang theo để bảo vệ họ khỏi vẻ ngoài đầu cơ.
Khi thời kỳ Heian bắt đầu (794 - 1185), khái niệm về cơ thể ẩn giấu vẫn còn, với ý thức hệ cho thấy rằng quần áo phục vụ như "bảo vệ khỏi các linh hồn xấu xa và biểu hiện ra bên ngoài của một cấp bậc xã hội". Điều này đề xuất niềm tin rộng rãi rằng những người có thứ hạng thấp hơn, những người được coi là ít quần áo hơn do họ thực hiện công việc lao động chân tay, không được bảo vệ theo cách mà tầng lớp thượng lưu trong thời kỳ đó. Đây cũng là thời kỳ mà quần áo truyền thống của Nhật Bản được giới thiệu với thế giới phương Tây.

### 1185 - Hiện tại
Thời gian trôi qua, những cách tiếp cận mới về trang phục đã được đưa lên, nhưng suy nghĩ ban đầu về một cơ thể được che đậy kéo dài. Xu hướng mới của hình xăm cạnh tranh với khái niệm xã hội về làn da ẩn giấu và dẫn đến sự khác biệt về quan điểm giữa cộng đồng Nhật Bản và các giá trị xã hội của họ. Quy định về trang phục đã từng được áp dụng hàng ngày được tái cấu trúc thành một xu hướng lễ hội và thỉnh thoảng.

### Ảnh hưởng từ phương Tây

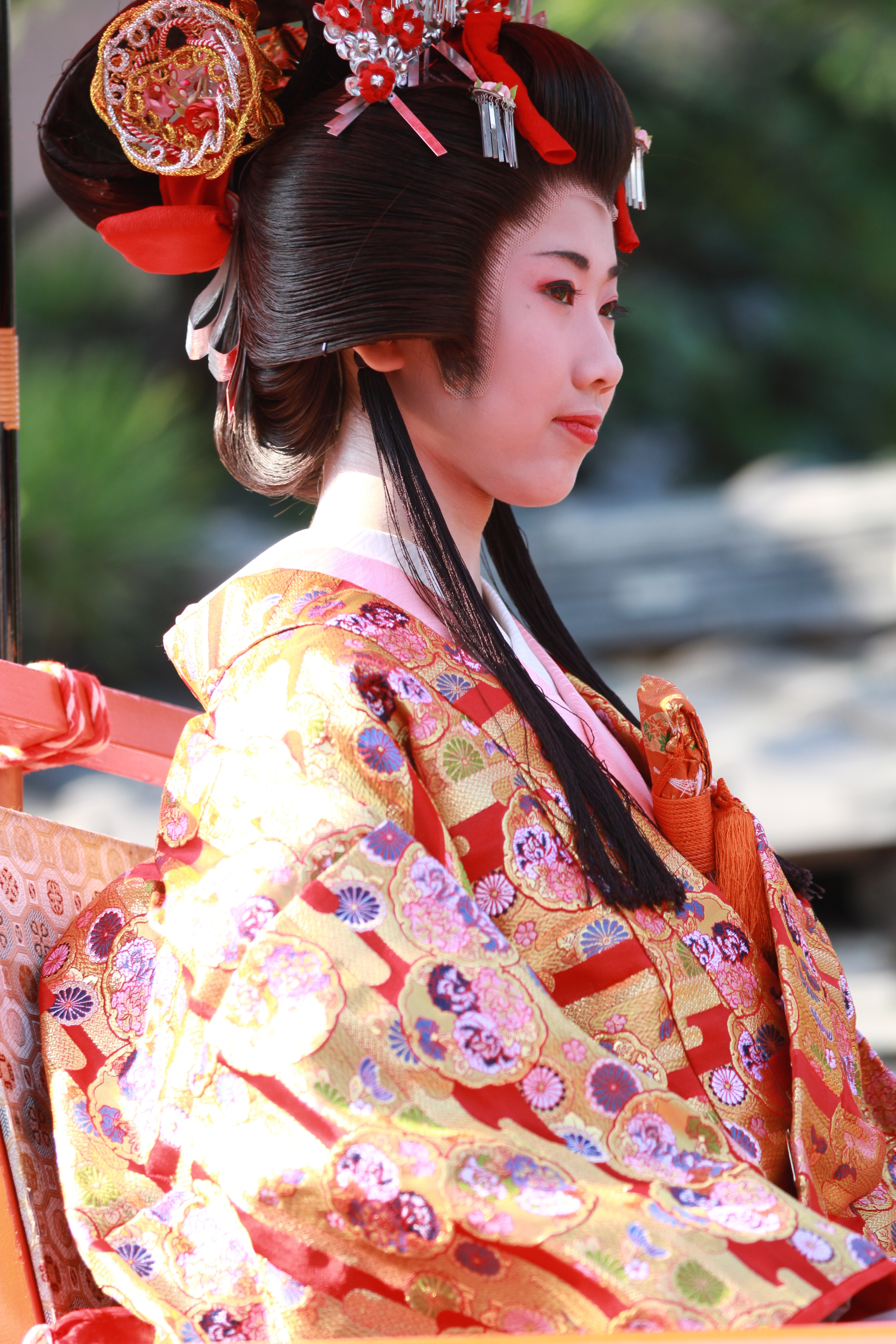
Một phụ nữ trẻ mặc kimono

Ở Nhật Bản, lịch sử thời trang hiện đại có thể được hình thành như sự tây phương hóa dần dần của quần áo Nhật Bản. Các ngành công nghiệp len và worsted hoàn toàn là một sản phẩm của liên hệ được tái lập của Nhật Bản với phương Tây trong những năm 1850 và 1860. Trước những năm 1860, quần áo Nhật Bản hoàn toàn bao gồm rất nhiều loại kimono. Chúng xuất hiện lần đầu tiên vào thời kỳ Jōmon (14,500 trước Công nguyên - 300 trước Công nguyên), không có sự phân biệt giữa nam và nữ.
Sau khi Nhật Bản mở cửa giao dịch với thế giới bên ngoài, các lựa chọn quần áo khác bắt đầu xuất hiện. Người Nhật đầu tiên mặc trang phục phương Tây là sĩ quan và quân nhân của một số đơn vị quân đội và hải quân của shougun.
Thỉnh thoảng vào những năm 1850, những người đàn ông này đã mặc đồng phục len được mặc bởi lính thủy đánh bộ Anh đóng tại Yokohama. Để sản xuất chúng trong nước là không dễ dàng, và vải phải được nhập khẩu. Có lẽ điều quan trọng nhất của việc áp dụng sớm các phong cách phương Tây này là nguồn gốc công khai của nó. Trong một thời gian dài, khu vực công vẫn là nhà vô địch chính của trang phục mới.
Phong cách chỉ phát triển từ đó, chuyển từ quân đội sang lối sống khác. Chẳng bao lâu, các triều thần và quan lại được khuyến khích áp dụng trang phục phương Tây, được cho là thiết thực hơn.
Bộ Giáo dục đã ra lệnh rằng đồng phục sinh viên kiểu phương Tây được mặc trong các trường cao đẳng và đại học công lập. Doanh nhân, giáo viên, bác sĩ, nhân viên ngân hàng và các nhà lãnh đạo khác của xã hội mới mặc bộ đồ đi làm và ở các chức năng xã hội lớn. Mặc dù trang phục theo phong cách phương tây đã trở nên phổ biến hơn cho nơi làm việc, trường học và đường phố, nhưng nó không được mọi người mặc.
Kể từ chiến tranh thế giới II hầu hết các khu vực đã được thực hiện trên quần áo phương Tây. Do đó, bởi sự mở cửa của thế kỷ XX, ăn mặc phía tây là một biểu tượng của nhân phẩm xã hội và tiến bộ. Tuy nhiên, phần lớn người Nhật bị mắc kẹt vào thời trang của họ, ủng hộ bộ kimono thoải mái hơn. Váy Tây cho mặc đường phố và trang phục Nhật Bản ở nhà vẫn là nguyên tắc chung trong một thời gian rất dài 
Một ví dụ về ảnh hưởng phương Đông từ Nhật Bản lan sang phần còn lại của thế giới là rõ ràng vào cuối những năm 1880. Một chiếc chăn len thông thường đã được sử dụng làm khăn choàng cho phụ nữ, và một chiếc chăn màu đỏ đã được đăng trên tạp chí Vogue cho trang phục mùa đông.
Cho đến những năm 1930, phần lớn người Nhật mặc kimono, và quần áo phương Tây vẫn bị hạn chế sử dụng ngoài nhà bởi một số lớp nhất định. Người Nhật đã giải thích các kiểu quần áo phương Tây từ Hoa Kỳ và Châu Âu và biến nó thành của riêng họ. Nhìn chung, rõ ràng trong suốt lịch sử đã có nhiều ảnh hưởng của phương Tây đối với văn hóa và quần áo của Nhật Bản. Tuy nhiên, kimono truyền thống vẫn là một phần chính trong lối sống của người Nhật và sẽ tồn tại trong một thời gian dài.

## Các loại trang phục truyền thống

### Kimono

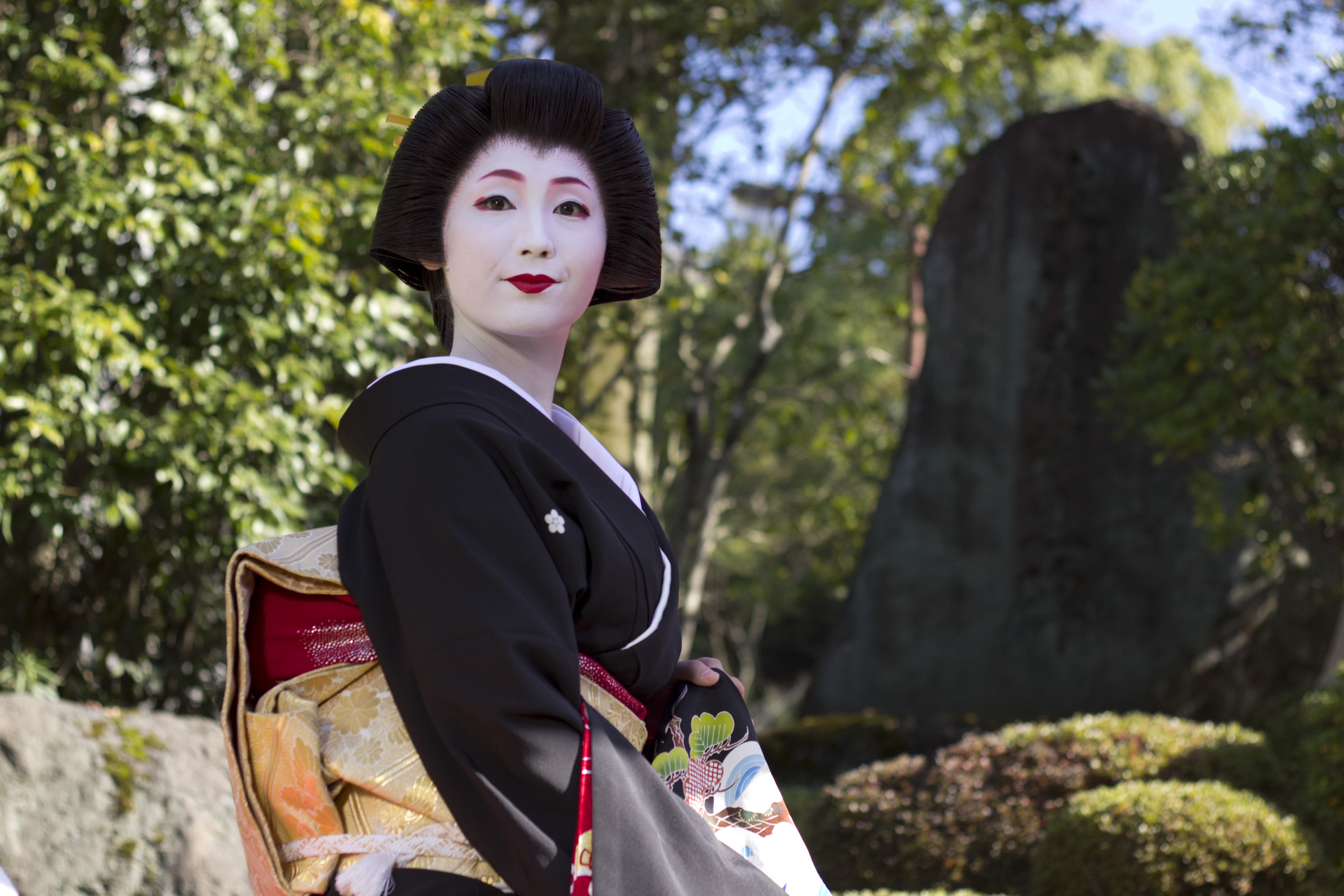
Kuro-Tomesode (Tomesode đen)

Kimono (着 物), được gắn nhãn là "trang phục dân tộc của Nhật Bản", là hình thức thời trang truyền thống trang trọng và nổi tiếng nhất. Bộ kimono của Nhật Bản được quấn quanh cơ thể, đôi khi thành nhiều lớp và được bảo đảm tại chỗ bằng các khung với một obi rộng để hoàn thành nó. Có những phụ kiện và cà vạt cần thiết để mặc kimono chính xác.
Sau khi hệ thống bốn lớp kết thúc vào thời Tokugawa (1603-1867), ý nghĩa biểu tượng của kimono đã chuyển từ sự phản ánh của tầng lớp xã hội sang sự phản ánh của bản thân, cho phép mọi người kết hợp sở thích của riêng mình và cá nhân hóa trang phục. Quá trình mặc kimono đòi hỏi kiến thức về nhiều bước và lớp phải đi trước lớp dày cuối cùng của áo choàng ngoài. Các trường kimono đã được xây dựng đặc biệt để dạy những người quan tâm tìm hiểu về trang phục và phương pháp mặc phù hợp.

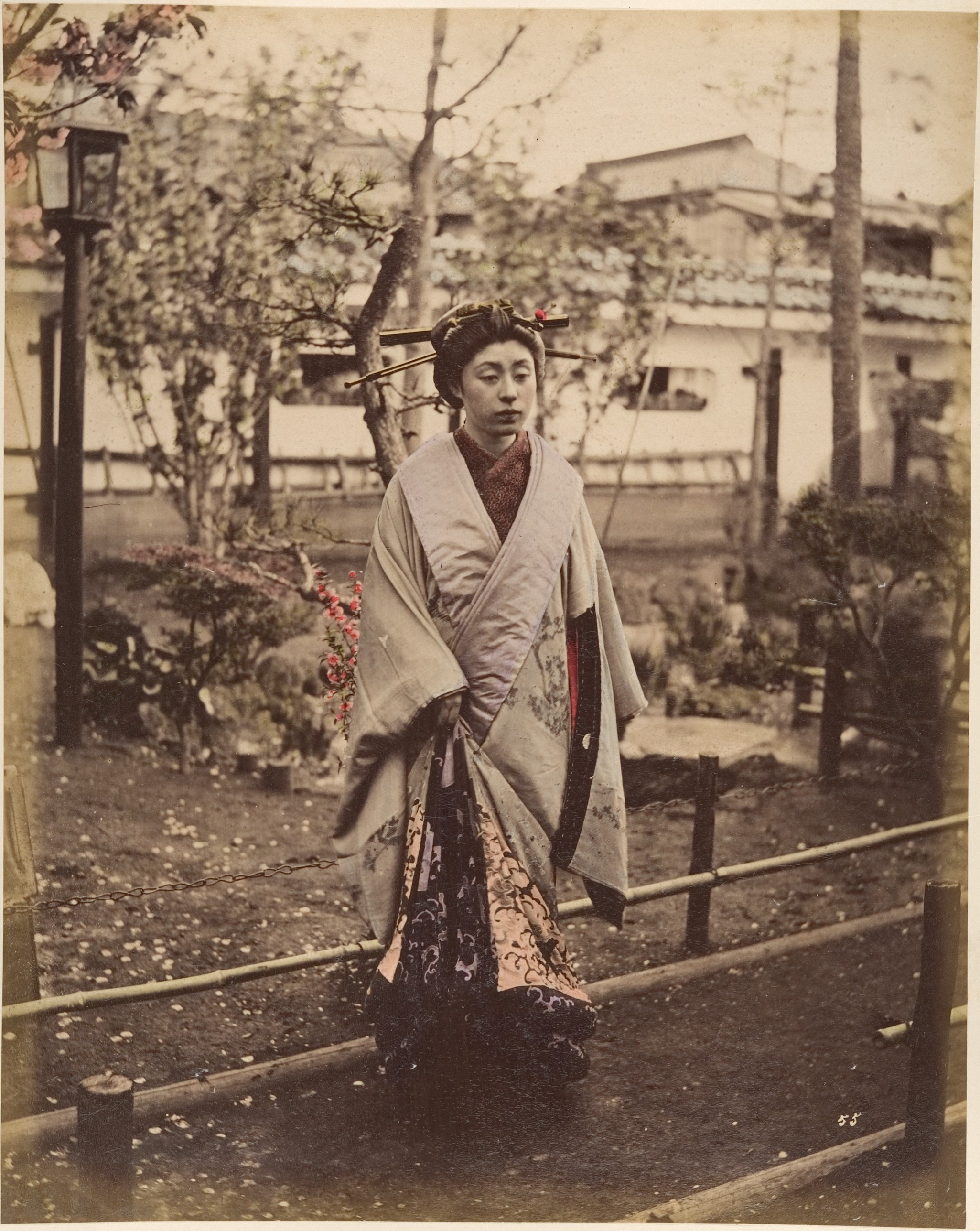
Người phụ nữ Nhật Bản trong trang phục truyền thống tạo dáng ngoài trời của Suzuki Shin'ichi, ca. Những năm 1870

Uchikake là một loại áo khoác kimono được các cô dâu Nhật Bản mặc trong ngày cưới của họ. Không giống như những chiếc váy cưới theo phong cách phương Tây bao gồm một chiếc xe lửa chỉ sau lưng váy cô dâu, uchikake có một đoàn vải dài bao quanh toàn bộ cơ thể cô dâu. Theo truyền thống, nó thường là một chiếc áo khoác màu đỏ với cần cẩu được in trên thiết kế, nhưng trong thời hiện đại, nhiều cô dâu chọn mặc màu trắng. Đặc điểm này đòi hỏi các cô dâu phải có người đi cùng để giữ tất cả các đầu của chiếc váy khi cô vận chuyển giữa các địa điểm.
Ở Nhật Bản hiện đại, kimono là một trang phục nữ tính được đánh dấu và trang phục dân tộc. Có nhiều loại và loại kimono mà phụ nữ có thể mặc: furisode (một loại kimono có tay áo dài hơn được mặc bởi phụ nữ độc thân, mặc chủ yếu để đến lễ kỷ niệm tuổi), uchikake và shiromuku, houmongi, yukata, tomesode, và mofuku, tùy thuộc vào tình trạng hôn nhân của cô ấy và sự kiện cô ấy tham dự.

#### Mặc kimono
Từ kimono được dịch theo nghĩa đen là "đồ để mặc" và cho đến thế kỷ 19, đây là hình thức trang phục chính được cả nam và nữ mặc ở Nhật Bản.
Theo truyền thống, nghệ thuật lắp ráp kimono được truyền từ mẹ sang con gái. Ngày nay nghệ thuật này cũng được dạy trong trường học, và kỹ thuật là như nhau. Đầu tiên, người ta đặt trên tabi, đó là vớ cotton trắng. Sau đó, quần lót được đưa vào theo sau là một chiếc váy và một chiếc váy quấn.  Tiếp theo, nagajuban (kimono dưới) được đưa vào, sau đó được buộc bằng đai dHRaki.  Cuối cùng, kimono được đưa vào, với mặt trái che bên phải, và sau đó được buộc bằng một obi. (Điều quan trọng là không buộc kimono với bên phải che bên trái vì điều này biểu thị việc mặc xác chết để chôn cất.) Khi kimono được mặc bên ngoài, dép zōri thường được đeo ở chân.  

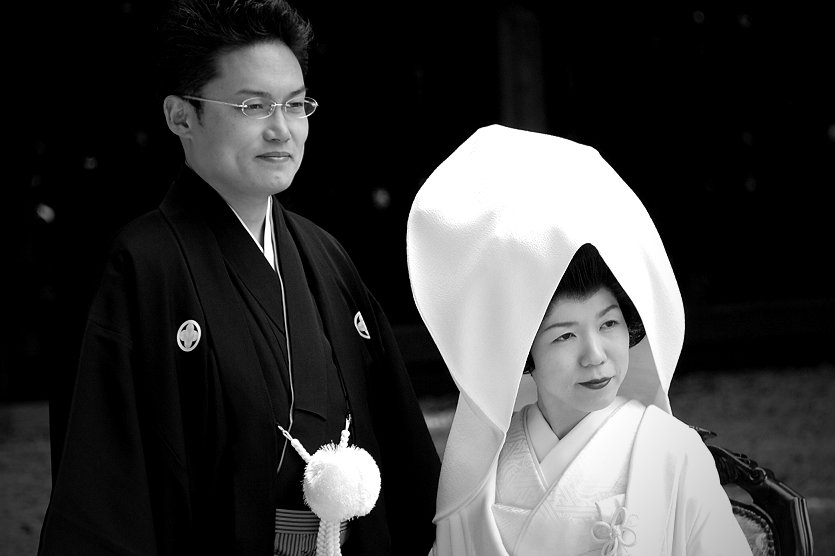
Một cặp đôi mặc kimono trong ngày cưới của họ

Có những loại kimono đó đang mặc trong những dịp khác nhau và mùa. Phụ nữ thường mặc áo kimono khi họ tham gia truyền thống nghệ thuật, như một nghi lễ trà hay trường học. Cô gái và trẻ duy nhất phụ nữ mặc furisode: một cách đầy của kimono với tay áo dài, được gắn với một màu sáng tiết.
Trong các nghi lễ đám cưới, cô dâu và chú rể thường sẽ trải qua nhiều thay đổi trang phục. Shiromuku hoặc uchikake được mặc bởi các cô dâu, đó là kimono trắng thêu nặng. Chú rể mặc kimono đen làm từ lụa habutae.
Tang lễ kimono (mofuku ') cho cả nam giới và phụ nữ là đồng bằng màu đen với năm ' Mon ' (crests), mặc dù quần áo phương Tây cũng được mặc cho đám tang. Bất kỳ kimono màu đen với ít hơn năm mào không được coi là trang phục mang tang.
Nghi lễ Thành nhân, Seijin no Hi, là một dịp khác mà kimono được mặc. Tại các lễ kỷ niệm hàng năm này, phụ nữ mặc trang phục lông thú có màu sắc rực rỡ, thường có lông ở quanh cổ. Các dịp khác mà kimono thường được mặc trong thời hiện đại bao gồm khoảng thời gian xung quanh năm mới, lễ tốt nghiệp và Shichi-go-san, đó là một lễ kỷ niệm cho trẻ em 3, 5 và 7 tuổi.

#### Các mùa
Kimono được kết hợp với các mùa. Kimono Awase (lót), làm bằng lụa, len, hoặc vải tổng hợp, được mặc trong những tháng lạnh hơn. Trong những tháng này, kimono với màu sắc và hoa văn mộc mạc hơn (như lá màu nâu đỏ), và kimono với màu tối hơn và nhiều lớp, được ưa chuộng. Yukata nhẹ, cotton được mặc bởi đàn ông và phụ nữ trong những tháng mùa xuân và mùa hè. Trong những tháng thời tiết ấm áp hơn, màu sắc rực rỡ và thiết kế hoa (như hoa anh đào) là phổ biến.

#### Nguyên liệu

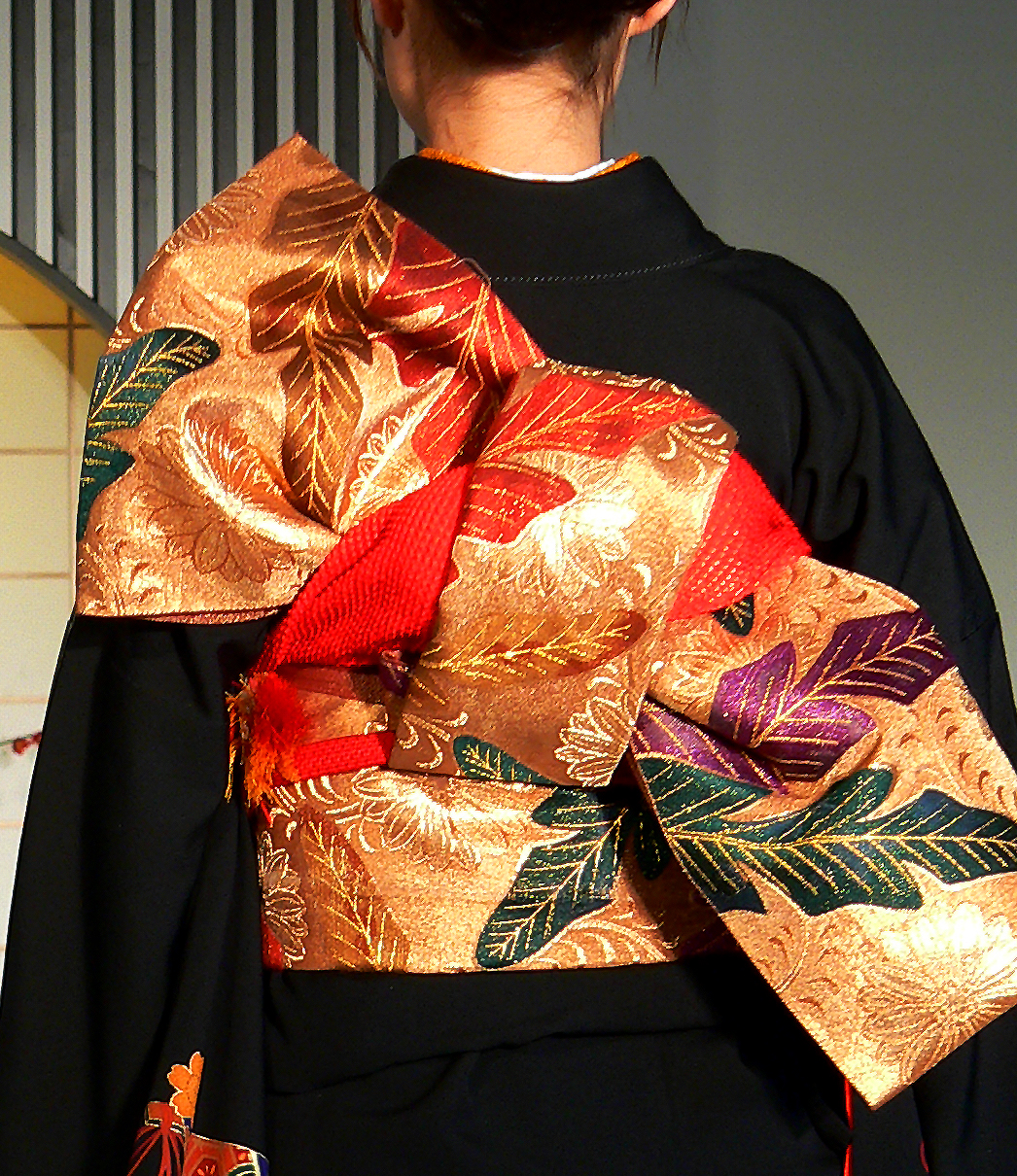
Nút thắt obi "tateya musubi"

Cho đến khi kimono thế kỷ mười lăm được làm bằng cây gai dầu hoặc vải lanh, và chúng được làm bằng nhiều lớp vật liệu. Ngày nay, kimono có thể được làm từ lụa, gấm lụa, crepes lụa (như chirotype) và dệt satin (như rinzu).  Bộ kimono hiện đại được làm bằng các loại vải dễ chăm sóc ít tốn kém như rayon, cotton sateen, cotton, polyester và các loại sợi tổng hợp khác, ngày nay được sử dụng rộng rãi hơn ở Nhật Bản.  Tuy nhiên, lụa vẫn được coi là loại vải lý tưởng cho kimono trang trọng hơn.
Kimono thường dài 99-109 centimet với tám mảnh rộng 35,56-38,1 centimet. Những mảnh này được khâu lại với nhau để tạo hình chữ T cơ bản. Kimono thường được may bằng tay.  Tuy nhiên, ngay cả kimono làm bằng máy đòi hỏi phải khâu tay đáng kể.
Theo truyền thống, kimono được làm từ một bu lông vải duy nhất gọi là tanmono. Tanmono có kích thước tiêu chuẩn, và toàn bộ bu-lông được sử dụng để tạo ra một kimono.  Bộ kimono thành phẩm bao gồm bốn dải vải chính - hai tấm che thân và hai tấm tạo thành tay áo - với các dải nhỏ hơn tạo thành các mặt trước hẹp và cổ áo. Vải kimono thường được làm bằng tay và trang trí.
Kimono được mặc với thắt lưng sash gọi là obi, trong đó có một số loại. Trong các thế kỷ trước, obi tương đối dẻo dai và mềm mại, do đó, theo nghĩa đen là giữ kimono đóng cửa; obi thời hiện đại thường cứng hơn, có nghĩa là kimono thực sự được giữ kín thông qua việc buộc một loạt các dải ruy băng phẳng, chẳng hạn như kumihimo, xung quanh cơ thể. Hai loại obi phổ biến nhất cho phụ nữ là fukuro obi, có thể mặc với mọi thứ trừ các dạng kimono thông thường nhất, và nagoya obi, hẹp hơn ở một đầu để dễ mặc hơn.

### Yukata
Yukata (浴衣)) là một chiếc áo choàng giống như kimono được mặc đặc biệt vào mùa xuân và mùa hè, và nó thường rẻ hơn so với kimono truyền thống. Bởi vì nó được làm cho thời tiết ấm áp, vải thường có trọng lượng nhẹ hơn và màu sáng hơn để tương ứng với các mùa. Nó được mặc cho các lễ hội và nghi lễ ngắm hoa anh đào, nhưng được coi là không chính thức.

### Hakama, obi, zouri
Hakama, giống như một chiếc váy dài, rộng, thường được mặc trên kimono và được coi là trang phục chính thức. Mặc dù nó được tạo ra theo truyền thống để được mặc bởi những người đàn ông thuộc mọi nghề nghiệp (thợ thủ công, nông dân, samurai, v.v.), nhưng giờ đây nó cũng được xã hội chấp nhận để mặc cho phụ nữ.
Obi tương tự như một chiếc thắt lưng vì nó quấn quanh lớp cuối cùng của chiếc áo choàng truyền thống để giúp giữ tất cả các lớp lại với nhau trong một thời gian dài. Nó thường sáng, cực kỳ dày và có hình cánh cung, và nó đóng vai trò là điểm nhấn cuối cùng cho trang phục.
Zouri là một loại sandal được mặc với trang phục truyền thống giống với dép xỏ ngón theo thiết kế, ngoại trừ đế giày là một khối gỗ, thay vì cao su hoặc nhựa. Những đôi giày này thường được mang với vớ trắng thường được che bởi áo choàng. Geta là một đôi sandal tương tự như một zōri được làm để mặc trong tuyết hoặc bụi bẩn, đặc trưng với các cột gỗ bên dưới đôi giày.
Nhiều nhà thiết kế sử dụng kimono làm nền tảng cho các thiết kế hiện tại của họ, bị ảnh hưởng bởi các khía cạnh văn hóa và thẩm mỹ của nó và bao gồm chúng vào quần áo của họ.
Issey Miyake được biết đến nhiều nhất khi vượt qua các ranh giới trong thời trang và phát minh lại các hình thức quần áo đồng thời truyền tải những phẩm chất truyền thống của văn hóa vào tác phẩm của mình. Ông đã khám phá các kỹ thuật khác nhau trong thiết kế, kích thích thảo luận về những gì được xác định là "trang phục". Ông cũng đã được gắn thẻ "Picasso of Fashion" do cuộc đối đầu định kỳ của ông về các giá trị truyền thống. Miyake thích thú làm việc với các vũ công để tạo ra quần áo phù hợp nhất với họ và các động tác aerobic của họ, cuối cùng thay thế các mô hình mà anh ta làm việc ban đầu cho các vũ công, với hy vọng sản xuất quần áo có lợi cho mọi người trong mọi phân loại. Việc anh ta sử dụng nếp gấp và áo polyester đã phản ánh một hình thức thời trang hiện đại do sự thoải mái và độ co giãn thực tế của chúng. Hơn 10 năm làm việc của Miyake đã được giới thiệu tại Paris vào năm 1998 tại triển lãm "Issey Miyake: Making Things". Hai bộ truyện nổi tiếng nhất của ông có tựa đề là "Pleats, Please" và "A-POC (Một mảnh vải)".
Yohji Yamamoto và Rei Kawakubo là những nhà thiết kế thời trang Nhật Bản có chung sở thích về thiết kế và phong cách, công việc của họ thường được công chúng đánh giá là khó phân biệt. Họ bị ảnh hưởng bởi các xung đột xã hội, khi công việc dễ nhận biết của họ nở rộ và bị ảnh hưởng bởi thời kỳ hậu chiến tranh của Nhật Bản. Họ khác với Miyake và một số nhà thiết kế thời trang khác trong việc sử dụng màu tối, đặc biệt là màu đen. Trang phục truyền thống thường bao gồm nhiều màu sắc khác nhau trong thời gian của họ, và việc họ sử dụng "sự thiếu vắng màu sắc" đã kích động nhiều nhà phê bình để nói lên ý kiến của họ và chỉ trích tính xác thực của công việc của họ. Tạp chí Vogue Mỹ tháng 4 năm 1983 đã gắn mác hai "nhà thiết kế tiên phong", cuối cùng dẫn họ đến thành công và sự nổi tiếng.

### Tính thẩm mỹ
Người Nhật thường được công nhận về nghệ thuật truyền thống và khả năng biến sự đơn giản thành các thiết kế sáng tạo. Như Valerie Foley đã tuyên bố, "Hình dạng quạt hóa ra là sóng, sóng biến chất thành núi; nút thắt đơn giản là cánh chim; hình bán nguyệt chao đảo biểu thị bánh xe ngựa thời kỳ Heian ngập nước". Những hình thức nghệ thuật này đã được chuyển lên vải sau đó đúc thành quần áo. Với quần áo truyền thống, các kỹ thuật cụ thể được sử dụng và tuân theo, chẳng hạn như đính kim loại, thêu lụa và chống dán. Loại vải được sử dụng để sản xuất quần áo thường là biểu hiện của tầng lớp xã hội của một người, vì những người giàu có có thể mua quần áo được tạo ra bằng vải có chất lượng cao hơn. Kỹ thuật khâu vá và sự hợp nhất của màu sắc cũng phân biệt người giàu với người bình dân, vì những người có quyền lực cao hơn có xu hướng mặc quần áo trang trí công phu hơn, sáng hơn.

## Ảnh hưởng đến thời trang hiện đại

### Thời trang đường phố Tokyo
Thời trang truyền thống dần biến đổi để phù hợp nhất với lối sống của người dân Nhật Bản, khi quần áo của họ trở nên thiết thực, nhẹ nhàng và tự thể hiện hơn.
Thời trang đường phố Nhật Bản xuất hiện vào những năm 1990 và khác với thời trang truyền thống theo nghĩa nó được khởi xướng và phổ biến bởi công chúng, đặc biệt là thanh thiếu niên, thay vì các nhân vật / nhà thiết kế thời trang nổi tiếng. Nó lấy phong cách của thiết kế truyền thống và sửa đổi nó để phân tách tổng thể thành các cá nhân. Các hình thức thời trang đường phố khác nhau đã được phân loại xã hội dựa trên địa lý và phong cách, chẳng hạn như Lolita ở Harajuku () hoặc Ageha of Shibuya (), tất cả đều có trụ sở tại các khu mua sắm nổi tiếng của Tokyo, Nhật Bản. 

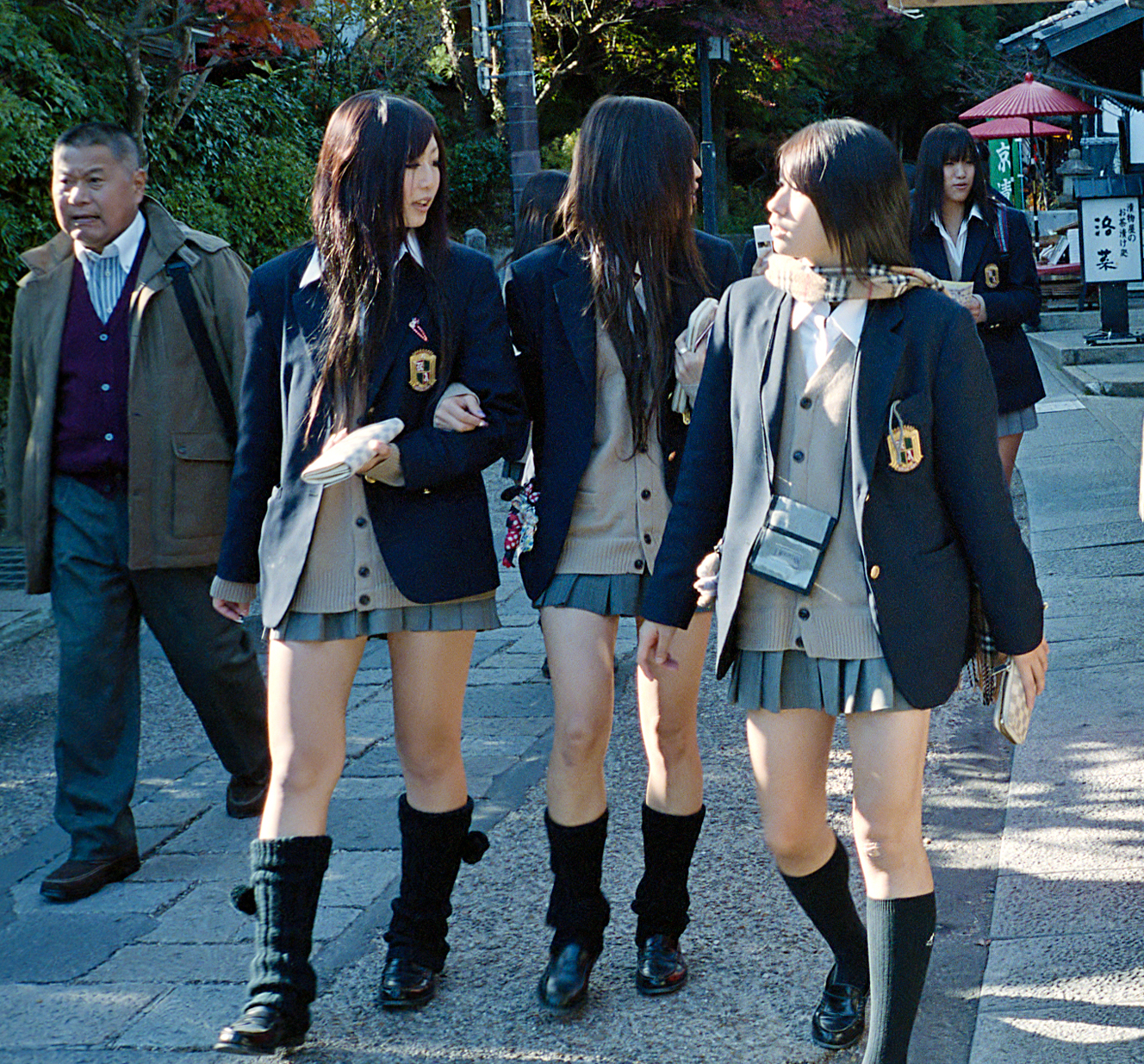
Các cô gái Kogal, được xác định bởi váy đồng phục học sinh Nhật Bản rút ngắn

Lolita xuất hiện ở Harajuku, Nhật Bản vào cuối những năm 1990 và trở nên phổ biến vào giữa những năm 2000. Nó được đặc trưng bởi "một chiếc váy dài đến đầu gối hoặc váy có hình chuông được hỗ trợ bởi váy lót, mặc với áo cánh, vớ cao đến đầu gối hoặc vớ và mũ trùm đầu". Các phong cách phụ khác nhau của Lolita bao gồm giản dị, gothic và hime. Ageha (揚羽), tạm dịch là "bướm cánh bướm", bắt nguồn từ vẻ ngoài của câu lạc bộ chủ nhà, vì văn hóa câu lạc bộ phổ biến trong cuộc sống về đêm của quận Shibuya. Những người theo xu hướng Ageha thường được nhìn thấy kẻ mắt đậm, dày, lông mi giả và kính áp tròng được đeo đặc biệt để biến đổi diện mạo của đôi mắt để làm cho chúng trông to hơn. Phong cách cũng được đặc trưng bởi mái tóc nhẹ hơn và các phụ kiện lấp lánh. Xu hướng Kogal được tìm thấy ở cả Shibuya và Harajuku, và bị ảnh hưởng bởi vẻ ngoài "nữ sinh", với những người tham gia thường mặc váy ngắn, vớ cao quá gối. Nó cũng được đặc trưng bởi làn da rám nắng nhân tạo hoặc trang điểm đậm, son môi nhạt và tóc nhẹ.
Các doanh nghiệp phát triển nhanh chóng thống trị Tokyo hiện đại phản ánh tầng lớp lao động của thành phố và các giá trị xã hội của họ về sự chăm chỉ và quyết tâm. Phong cách của nó đã biến đổi để lý tưởng hóa lối sống tích cực của họ, đồng thời cung cấp cho họ một phương pháp thể hiện bản thân có thể được bỏ qua trong cuộc sống làm việc hàng ngày của họ.